# شهرستان جانسون (میزوری)
شهرستان جانسون، میزوری (به انگلیسی: Johnson County, Missouri) یک سکونتگاه مسکونی در ایالات متحده آمریکا است که در میزوری واقع شده‌است.